# Daniel Williams
Daniel Williams (12. prosince 1985 – 22. května 2025 San Diego) byl americký hudebník a bývalý bubeník a spoluzakladatel metalcorové skupiny The Devil Wears Prada, ve které působil od jejího založení až do svého odchodu v roce 2016.

## Životopis
Daniel Williams se narodil 12. prosince 1985 a vyrůstal v Daytonu ve státě Ohio. Na bicí začal hrát v šesté třídě na základní škole. Pokračoval v tom i na střední škole a nakonec se s kamarády připojil k punkové kapele.
Svou kariéru začal jako bubeník v americké metalcorové skupině The Devil Wears Prada, kterou založil společně s Mikem Hranicou, Chrisem Rubeyem, Jeremym DePoysterem, Jamesem Baneym a Andym Trickem. Podílel se na několika studiových albech, včetně Dear Love: A Beautiful Discord (2006), Plagues (2007), With Roots Above and Branches Below (2009), Dead Throne (2011) a 8:18 (2013).
Skupinu opustil v roce 2016. Po svém odchodu začal pracovat v technologickém průmyslu, mimo jiné jako seniorní softwarový architekt ve společnosti GoPro, a krátce před svou smrtí přijal místo ve společnosti Apple.

### Osobní život
V srpnu 2019 byl přítomen masové střelby v Daytonu. Se svým kamarádem byl na zadní terase baru, kde se střelba odehrála. Incident si vyžádal devět mrtvých a nejméně 26 zraněných.

### Smrt
Dne 22. května 2025 zahynul při letecké nehodě v San Diegu v Kalifornii. Byl na palubě letadla Cessna 550 Citation II, které se přibližně ve 3:45 místního času zřítilo do čtvrti Murphy Canyon poblíž letiště Montgomery-Gibbs Executive Airport. Letadlo, které pilotoval hudební agent Dave Shapiro, bylo na cestě z letiště Teterboro v New Jersey a před plánovaným příletem do San Diega mělo zastávku na doplnění paliva ve Wichitě v Kansasu.
Incident vyústil v požár, který zasáhl část obytné čtvrti ve vlastnictví amerického námořnictva.
Několik hodin před nehodou sdílel na svém Instagramu fotografie z kokpitu a jednu z nich opatřil popiskem „Here we gooooo.“. Po nehodě mu vzdala skupina The Devil Wears Prada hold na sociálních sítích.

## Diskografie

### The Devil Wears Prada

#### Studiová alba
- Dear Love: A Beautiful Discord (2006)
- Plagues (2007)
- With Roots Above and Branches Below (2009)
- Dead Throne (2011)
- 8:18 (2013)

#### EP
- Zombie (2010)
- Space (2015)

#### Živá alba
- Dead & Alive (2012)